# Partialbruchzerlegung
Die Partialbruchzerlegung oder Partialbruchentwicklung ist eine standardisierte Darstellung rationaler Funktionen. Sie wird in der Mathematik verwendet, um das Rechnen mit solchen Funktionen zu erleichtern. Insbesondere kommt sie bei der Integration der rationalen Funktionen zur Anwendung.
Hier liegt die Tatsache zugrunde, dass jede rationale Funktion als Summe einer Polynomfunktion und Brüchen der Form
{\displaystyle {\frac {a_{i}}{(x-x_{i})^{j}}}}
dargestellt werden kann. Die {\displaystyle x_{i}} sind dabei die Polstellen der Funktion.
Sind die Polstellen bereits bekannt, so ist die Bestimmung der Zähler {\displaystyle a_{i}} die eigentliche Aufgabe der Partialbruchzerlegung.
Bei reellwertigen Funktionen müssen die Polstellen {\displaystyle x_{i}} und infolgedessen auch die Zahlen {\displaystyle a_{i}} nicht unbedingt reell sein, denn die reellen Zahlen sind nicht algebraisch abgeschlossen. Man kann das Rechnen mit komplexen Zahlen aber vermeiden, weil mit jeder komplexen Nullstelle {\displaystyle z_{i}} auch die konjugiert komplexe Zahl {\displaystyle {\overline {z_{i}}}} Nullstelle ist.
Statt {\displaystyle {\tfrac {a_{1}}{(x-z_{i})^{j}}}} und {\displaystyle {\tfrac {a_{2}}{(x-{\overline {z_{i}}})^{j}}}} verwendet man dann einen Term {\displaystyle {\tfrac {b_{i}x+c_{i}}{(x^{2}+p_{i}x+q_{i})^{j}}}}, wobei {\displaystyle {x^{2}+p_{i}x+q_{i}}=(x-z_{i})\cdot (x-{\overline {z_{i}}})} ein reelles quadratisches Polynom ist und auch {\displaystyle b_{i}} und {\displaystyle c_{i}} reell sind.

## Geschichte
Die Partialbruchzerlegung wurde ab 1702 in Arbeiten zur Infinitesimalrechnung von Gottfried Wilhelm Leibniz und Johann I Bernoulli entwickelt. Beide Gelehrten nutzten diese Methode zur Integration von gebrochenrationalen Funktionen. Da zu dieser Zeit der Fundamentalsatz der Algebra noch nicht bewiesen war – er wurde damals aber schon vermutet –, behauptete Leibniz, dass es für das Nennerpolynom {\displaystyle x^{4}+a^{4}=\left(xx-aa{\sqrt {-1}}\right)\left(xx+aa{\sqrt {-1}}\right)} keine Partialbruchzerlegung gebe. Johann Bernoulli schloss sich dieser Meinung nicht an. Dieses Beispiel wurde in den Folgejahren von verschiedenen Mathematikern diskutiert und um 1720 erschienen mehrere Arbeiten, die das Beispiel als fehlerhaft nachwiesen und das (unbestimmte) Integral
{\displaystyle \int {\frac {\mathrm {d} x}{x^{4}+a^{4}}}}
korrekt berechneten.

## Verfahren
Die Partialbruchzerlegung einer reellen rationalen Funktion {\displaystyle R} wird in mehreren Schritten bestimmt:
1. Man vergleicht den Grad des Zählers mit dem des Nenners von {\displaystyle R}:
  - Ist der Zählergrad größer oder gleich dem Nennergrad, so dividiert man den Zähler durch den Nenner. Man erhält daraus das Polynom {\displaystyle P} und möglicherweise eine rationale Restfunktion {\displaystyle R^{*}={\tfrac {Z^{*}}{N^{*}}}}, sodass gilt: {\displaystyle R(x)=P(x)+R^{*}(x)}.
    - Ist {\displaystyle R^{*}\equiv 0}, ist das Verfahren abgeschlossen.
    - Andernfalls hat der Zähler {\displaystyle Z^{*}} von {\displaystyle R^{*}} einen kleineren Grad als der Nenner {\displaystyle N^{*}}. Man arbeitet dann nur mehr mit der Restfunktion {\displaystyle R^{*}} weiter.

  - Ist der Zählergrad kleiner als der Nennergrad, so kann man die Funktion {\displaystyle R} direkt betrachten. Um im Folgenden eine einheitliche Bezeichnungsweise zu ermöglichen, setzen wir in diesem Fall {\displaystyle R^{*}:=R}.
2. Anschließend betrachtet man die Nullstellen von {\displaystyle N^{*}}. Abhängig von der Art der Nullstellen wird ein geeigneter Ansatz verwendet.
3. Die Konstanten {\displaystyle a_{ij}}, {\displaystyle b_{ij}} und {\displaystyle c_{ij}} erhält man dann zum Beispiel durch Koeffizientenvergleich nach Multiplikation der Zerlegung mit dem Nennerpolynom.

Die beiden letzten Schritte sollen nun im Detail erläutert werden.

### Ansatz
Vorausgesetzt wird hier, dass {\displaystyle R^{*}} in der Form {\displaystyle R^{*}(x)={\tfrac {Z^{*}(x)}{N^{*}(x)}}} gegeben ist, wobei der Grad von {\displaystyle Z^{*}} kleiner als der Grad des Nennerpolynoms {\displaystyle N^{*}} ist und sämtliche Nullstellen von {\displaystyle N^{*}} bekannt sind. Sind, wie oben angenommen, die {\displaystyle n} verschiedenen Nullstellen {\displaystyle x_{i}} und ihr jeweiliger Grad {\displaystyle r_{i}} bekannt, so kann das Nennerpolynom auf folgende Form gebracht werden:
{\displaystyle N^{*}(x)=(x-x_{1})^{r_{1}}\cdot (x-x_{2})^{r_{2}}\dotsm (x-x_{n})^{r_{n}}}
Zu beachten ist, dass einige der {\displaystyle x_{i}} nicht-reell sein können.
Der Ansatz ist nun folgendermaßen aufgebaut:
- Für jede einfache reelle Nullstelle {\displaystyle x_{i}} enthält der Ansatz einen Summanden {\displaystyle {\tfrac {a_{i1}}{x-x_{i}}}}.

- Für jede {\displaystyle r_{i}}-fache reelle Nullstelle {\displaystyle x_{i}} enthält der Ansatz {\displaystyle r_{i}} Summanden {\displaystyle {\tfrac {a_{i1}}{x-x_{i}}}+{\tfrac {a_{i2}}{(x-x_{i})^{2}}}+\dotsb +{\tfrac {a_{ir_{i}}}{(x-x_{i})^{r_{i}}}}}.

Da {\displaystyle R} reell ist, gehört zu jeder nicht-reellen Nullstelle {\displaystyle z_{i}} notwendigerweise auch die konjugiert komplexe Nullstelle {\displaystyle {\overline {z_{i}}}}. Sei {\displaystyle x^{2}+p_{i}x+q_{i}} das quadratische Polynom mit den Nullstellen {\displaystyle z_{i}} und {\displaystyle {\overline {z_{i}}}}, also {\displaystyle x^{2}+p_{i}x+q_{i}:=(x-z_{i})(x-{\overline {z_{i}}})}.
- Für jede einfache nicht-reelle Nullstelle {\displaystyle z_{i}} enthält der Ansatz nun einen Summanden {\displaystyle {\tfrac {b_{i}x+c_{i}}{x^{2}+p_{i}x+q_{i}}}}.

- Entsprechend enthält der Ansatz für jede {\displaystyle s_{i}}-fache nicht-reelle Nullstelle {\displaystyle z_{i}} (und die zugehörige, ebenfalls {\displaystyle s_{i}}-fache, konjugiert komplexe Nullstelle {\displaystyle {\overline {z_{i}}}}) die {\displaystyle s_{i}} Terme {\displaystyle {\tfrac {b_{i1}x+c_{i1}}{x^{2}+p_{i}x+q_{i}}}+{\tfrac {b_{i2}x+c_{i2}}{(x^{2}+p_{i}x+q_{i})^{2}}}+\dotsb +{\tfrac {b_{is_{i}}x+c_{is_{i}}}{(x^{2}+p_{i}x+q_{i})^{s_{i}}}}}.

Jeder Ansatz enthält somit genau {\displaystyle g} unbekannte Koeffizienten {\displaystyle a_{i1},\dotsc ,a_{ir_{i}},b_{i1},\dots ,b_{is_{i}},c_{i1},\dotsc ,c_{is_{i}}}.

### Bestimmung der Konstanten
Um die Konstanten {\displaystyle a_{ij}}, {\displaystyle b_{ij}} und {\displaystyle c_{ij}} zu ermitteln, wird {\displaystyle R^{*}} mit dem Ansatz gleichgesetzt und diese Gleichung mit dem Nennerpolynom {\displaystyle N^{*}} multipliziert.
Auf der einen Seite der Gleichung steht dann nur noch das Zählerpolynom {\displaystyle Z^{*}}, auf der anderen ein Ausdruck mit allen Unbekannten, der ebenfalls ein Polynom in {\displaystyle x} ist und entsprechend nach den Potenzen von {\displaystyle x} geordnet werden kann. Ein Koeffizientenvergleich der linken mit der rechten Seite ergibt dann ein lineares Gleichungssystem, aus dem sich die unbekannten Konstanten berechnen lassen. Alternativ kann man bis zu {\displaystyle g} beliebige verschiedene Werte für {\displaystyle x} in diese Gleichung einsetzen, was wie der Koeffizientenvergleich zu einem aus {\displaystyle g} Gleichungen bestehenden linearen Gleichungssystem führt. Sinnvoll ist das Einsetzen der zuvor berechneten (reellen) Nullstellen, was sofort jeweils einen Koeffizientenwert liefert.
Diese beiden Möglichkeiten können auch kombiniert werden.

## Beispiele

### Einfache Polstellen
Gegeben sei die rationale Funktion
{\displaystyle R(x)={\frac {x}{x^{2}-1}}}.
Es gibt zwei einfache Polstellen {\displaystyle x_{1}=1} und {\displaystyle x_{2}=-1}. Der Ansatz lautet also
{\displaystyle {\frac {x}{x^{2}-1}}={\frac {a_{1}}{x-1}}+{\frac {a_{2}}{x+1}}},
wobei {\displaystyle a_{1}} und {\displaystyle a_{2}} unbekannte, noch zu ermittelnde Konstanten sind. Multipliziert man beide Seiten der Gleichung mit {\displaystyle (x^{2}-1)=(x+1)(x-1)}, erhält man
{\displaystyle x=a_{1}(x+1)+a_{2}(x-1)}.
Sortiert man die rechte Seite nach Gliedern mit {\displaystyle x} und Gliedern ohne {\displaystyle x}, so ergibt sich
{\displaystyle x=(a_{1}+a_{2})x+(a_{1}-a_{2})}.
Koeffizientenvergleich: Der Koeffizient von {\displaystyle x} ist Eins: {\displaystyle a_{1}+a_{2}=1} und das absolute Glied Null: {\displaystyle a_{1}-a_{2}=0}. Hieraus lässt sich berechnen: {\displaystyle a_{1}=a_{2}={\tfrac {1}{2}}.} Die gesuchte Partialbruchzerlegung ist also
{\displaystyle {\frac {x}{x^{2}-1}}={\frac {1}{2}}\cdot {\frac {1}{x-1}}+{\frac {1}{2}}\cdot {\frac {1}{x+1}}.}

### Doppelte Polstellen
Gegeben sei die rationale Funktion
{\displaystyle R(x)={\frac {x^{2}}{x^{2}-2x+1}}}.
Mittels Polynomdivision und Faktorenzerlegung des Nenners folgt
{\displaystyle R(x)={\frac {x^{2}}{x^{2}-2x+1}}=1+{\frac {2\;x-1}{(x-1)^{2}}}}.
Die einzige, allerdings doppelte Nullstelle des Nenners ist {\displaystyle x_{0}=1}. Ansatz:
{\displaystyle {\frac {2\;x-1}{(x-1)^{2}}}={\frac {a_{1}}{x-1}}+{\frac {a_{2}}{(x-1)^{2}}}\quad |\cdot (x-1)^{2}}
{\displaystyle 2\;x-1=a_{1}(x-1)+a_{2}}
{\displaystyle 2\;x-1=a_{1}x-a_{1}+a_{2}}
Koeffizientenvergleich:
{\displaystyle a_{1}=2}
{\displaystyle -a_{1}+a_{2}=-1}
Lösung:
{\displaystyle a_{1}=2,\quad a_{2}=1},
also erhalten wir die Partialbruchzerlegung
{\displaystyle {\frac {x^{2}}{x^{2}-2x+1}}=1+{\frac {2}{x-1}}+{\frac {1}{(x-1)^{2}}}}.

### Komplexe Polstellen
Gegeben sei die rationale Funktion
{\displaystyle R(x)={\frac {5x^{2}+2x+1}{x^{3}+x}}}.
Der Nenner hat hier die reelle Nullstelle {\displaystyle x_{1}=0}, die komplexe Nullstelle {\displaystyle x_{2}=z_{1}=\mathrm {i} } und deren konjugiert komplexe {\displaystyle x_{3}={\overline {z_{1}}}=-\mathrm {i} }. Das quadratische Polynom mit den Nullstellen {\displaystyle z_{1}} und {\displaystyle {\overline {z_{1}}}} ist {\displaystyle (x-z_{1})(x-{\overline {z_{1}}})=(x-\mathrm {i} )(x+\mathrm {i} )=x^{2}+1}
Ansatz:
{\displaystyle {\frac {5x^{2}+2x+1}{x^{3}+x}}={\frac {a_{1}}{x}}+{\frac {b_{1}x+c_{1}}{x^{2}+1}}}
{\displaystyle 5x^{2}+2x+1=a_{1}x^{2}+a_{1}+b_{1}x^{2}+c_{1}x}
{\displaystyle 5x^{2}+2x+1=(a_{1}+b_{1})x^{2}+c_{1}x+a_{1}}
Koeffizientenvergleich:
{\displaystyle {\begin{aligned}a_{1}+b_{1}&=5\\c_{1}&=2\\a_{1}&=1\end{aligned}}}
Lösung:
{\displaystyle a_{1}=1,\quad b_{1}=4,\quad c_{1}=2},
Partialbruchzerlegung:
{\displaystyle {\frac {5x^{2}+2x+1}{x^{3}+x}}={\frac {1}{x}}+{\frac {4x+2}{x^{2}+1}}}

### Kubische und quartische Nenner
Kubische Nenner:
Für Brüche mit kubischem Nenner gilt unter der Bedingung a²e + b²c − abd ≠ 0 folgende Partialbruchzerlegung:
{\displaystyle {\frac {tx^{2}+ux+v}{(ax+b)(cx^{2}+dx+e)}}={\frac {a^{2}v+b^{2}t-abu}{(a^{2}e+b^{2}c-abd)(ax+b)}}+{\frac {[a(et-cv)-b(dt-cu)]x+a(eu-dv)-b(et-cv)}{(a^{2}e+b^{2}c-abd)(cx^{2}+dx+e)}}}
Beispielsweise kann dieser Bruch mit der genannten Formel zerlegt werden:
{\displaystyle {\frac {1}{x^{3}+1}}={\frac {1}{(x+1)(x^{2}-x+1)}}={\frac {1}{3(x+1)}}+{\frac {-x+2}{3(x^{2}-x+1)}}={\frac {1}{3(x+1)}}-{\frac {2x-1}{6(x^{2}-x+1)}}+{\frac {1}{2(x^{2}-x+1)}}}
Hiermit kann ein kubisches Analogon zur Leibniz-Reihe ermittelt werden:
{\displaystyle \sum _{k=0}^{\infty }{\frac {(-1)^{k}}{3k+1}}=\int _{0}^{1}{\frac {1}{x^{3}+1}}\mathrm {d} x=\int _{0}^{1}\left({\frac {1}{3(x+1)}}-{\frac {2x-1}{6(x^{2}-x+1)}}+{\frac {1}{2(x^{2}-x+1)}}\right)\mathrm {d} x=}
{\displaystyle ={\biggl [}{\frac {1}{3}}\ln |x+1|-{\frac {1}{6}}\ln(x^{2}-x+1)+{\frac {1}{3}}{\sqrt {3}}\arctan {\bigl [}{\frac {1}{3}}{\sqrt {3}}(2x-1){\bigr ]}{\biggr ]}_{x=0}^{x=1}={\frac {1}{9}}{\sqrt {3}}\pi +{\frac {1}{3}}\ln(2)\approx 0{,}835648848264721}
Quartische Nenner:
Die Partialbruchzerlegung von Brüchen mit quartischem Nenner kann mit einer Matrix ermittelt werden:
{\displaystyle {\frac {tx^{3}+ux^{2}+vx+w}{(ax^{2}+bx+c)(dx^{2}+ex+f)}}={\frac {y_{1}x+y_{2}}{ax^{2}+bx+c}}+{\frac {y_{3}x+y_{4}}{dx^{2}+ex+f}}}
Für diese Form muss folgendes Produkt von reziproker Matrix und Vektor ermittelt werden:
{\displaystyle {\begin{bmatrix}y_{1}\\y_{2}\\y_{3}\\y_{4}\end{bmatrix}}={\begin{bmatrix}d&0&a&0\\e&d&b&a\\f&e&c&b\\0&f&0&c\end{bmatrix}}^{-1}{\begin{bmatrix}t\\u\\v\\w\end{bmatrix}}={\frac {1}{q^{2}-pr}}{\begin{bmatrix}br+cq&-ar&-aq&-ap\\cr&cq&cp&-bp-aq\\-er-fq&dr&dq&dp\\-fr&-fq&-fp&ep+dq\end{bmatrix}}{\begin{bmatrix}t\\u\\v\\w\end{bmatrix}}}
mit den Abkürzungen
{\displaystyle p=ae-bd}
{\displaystyle q=cd-af}
{\displaystyle r=bf-ce}
Beispielsweise soll folgender Bruch zerlegt werden:
{\displaystyle {\frac {x^{3}+2x^{2}+4x+6}{(3x^{2}+5x+7)(11x^{2}+13x+17)}}}
Hierfür muss nach diesem Verfahren folgende Rechnung durchgeführt werden:
{\displaystyle {\begin{bmatrix}y_{1}\\y_{2}\\y_{3}\\y_{4}\end{bmatrix}}={\begin{bmatrix}11&0&3&0\\13&11&5&3\\17&13&7&5\\0&17&0&7\end{bmatrix}}^{-1}{\begin{bmatrix}1\\2\\4\\6\end{bmatrix}}={\frac {1}{580}}{\begin{bmatrix}152&18&-78&48\\-42&182&-112&2\\-364&-66&286&-176\\102&-442&272&78\end{bmatrix}}{\begin{bmatrix}1\\2\\4\\6\end{bmatrix}}={\frac {1}{290}}{\begin{bmatrix}82\\-57\\-204\\387\end{bmatrix}}}
Daraus folgt:
{\displaystyle {\frac {x^{3}+2x^{2}+4x+6}{(3x^{2}+5x+7)(11x^{2}+13x+17)}}={\frac {82x-57}{290(3x^{2}+5x+7)}}+{\frac {-204x+387}{290(11x^{2}+13x+17)}}}

## Der Hauptsatz der Partialbruchzerlegung

### Reellwertige Funktionen
Jede rationale Funktion {\displaystyle R\colon D\subset \mathbb {R} \to \mathbb {R} } mit den {\displaystyle m} verschiedenen reellen Polstellen {\displaystyle x_{i}} der Ordnung {\displaystyle r_{i}} und den {\displaystyle n} bis auf Konjugation verschiedenen komplexen Polstellen {\displaystyle z_{i}} der Ordnung {\displaystyle s_{i}} hat eine eindeutig bestimmte Darstellung
{\displaystyle R(x)=P(x)+\sum _{i=1}^{m}\sum _{j=1}^{r_{i}}{\frac {a_{ij}}{(x-x_{i})^{j}}}+\sum _{i=1}^{n}\sum _{j=1}^{s_{i}}{\frac {b_{ij}x+c_{ij}}{(x-z_{i})^{j}(x-{\overline {z_{i}}})^{j}}}}
mit einer Polynomfunktion {\displaystyle P} und reellen Konstanten {\displaystyle a_{ij}}, {\displaystyle b_{ij}} und {\displaystyle c_{ij}}. Diese wird die Partialbruchzerlegung (abgekürzt PBZ) von {\displaystyle R} genannt.
Die Brüche {\displaystyle {\tfrac {a_{ij}}{(x-x_{i})^{j}}}} heißen Partial- oder Teilbrüche 1. Art, die Brüche {\displaystyle {\tfrac {b_{ij}x+c_{ij}}{(x-z_{i})^{j}(x-{\overline {z}}_{i})^{j}}}} Partial- oder Teilbrüche 2. Art.

### Komplexwertige Funktionen
Jede rationale Funktion {\displaystyle R\colon D\subset \mathbb {C} \to \mathbb {C} } mit den {\displaystyle n} verschiedenen Polstellen {\displaystyle z_{i}} der Ordnung {\displaystyle r_{i}} hat eine eindeutig bestimmte Darstellung
{\displaystyle R(z)=P(z)+\sum _{i=1}^{n}\sum _{j=1}^{r_{i}}{\frac {a_{ij}}{(z-z_{i})^{j}}}}
mit einer Polynomfunktion {\displaystyle P} und komplexen Konstanten {\displaystyle a_{ij}}.
Dieser Satz lässt sich für Polynome über jedem anderen algebraisch abgeschlossenen Schiefkörper verallgemeinern.

## Anwendungen
Die Partialbruchzerlegung wird unter anderem zum Integrieren rationaler Funktionen benutzt. Da die Integrale sämtlicher Partialbrüche bekannt sind, ist die Integration immer möglich, wenn sich die Polstellen der betrachteten Funktion angeben lassen.
Des Weiteren wird die Partialbruchzerlegung bei der Laplace- und der z-Transformation verwendet. Die Transformierten der einzelnen Partialbrüche können in Tabellen nachgeschlagen werden. Somit erspart man sich eine analytische Berechnung, wenn der zu transformierende Term in entsprechende Summanden zerlegt werden kann.

## Integration der Partialbrüche
Beim Auffinden der Stammfunktionen von Partialbrüchen lassen sich sechs Fälle unterscheiden, je nachdem, ob der Zählergrad 0 oder 1 ist, ob die Polstellen, also die Nullstellen des Nenners, reell oder nicht reell sind und ob sie einfach oder mehrfach sind.

### Partialbrüche mit reellen Polstellen
Bei Partialbrüchen mit reellen Polstellen gibt es zwei Fälle, da der Zähler nur den Grad 0 haben kann.
Damit ergibt sich bei reellen und einfachen Polstellen
{\displaystyle (1)\qquad \int {\frac {A}{x-a}}dx=A\cdot \ln |x-a|+c}
und bei reellen und mehrfachen Polstellen ({\displaystyle n\neq 1})
{\displaystyle (2)\qquad \int {\frac {A}{{(x-a)}^{n}}}dx={\frac {-A\cdot (x-a)^{-(n-1)}}{n-1}}+c}.

### Partialbrüche mit komplexen Polstellen
Bei Partialbrüchen mit komplexen Polstellen gibt es vier Fälle, da der Zählergrad sowohl 0 als auch 1 sein kann.
Damit ergibt sich bei komplexen und einfachen Polstellen und Zählergrad 0
{\displaystyle (3)\qquad \int {\frac {B}{x^{2}+px+q}}dx={\frac {2B}{\sqrt {4q-p^{2}}}}\cdot \arctan \left({\frac {2x+p}{\sqrt {4q-p^{2}}}}\right)+c}.
Der Fall mit komplexen und einfachen Polstellen und Zählergrad 1 lässt sich auf (3) zurückführen:
{\displaystyle (4)\qquad \int {\frac {Bx+C}{x^{2}+px+q}}dx={\frac {B}{2}}\cdot \ln(x^{2}+px+q)+\left(C-{\frac {pB}{2}}\right)\cdot \int {\frac {1}{x^{2}+px+q}}dx+c}
Für die beiden Fälle mit mehrfachen Polstellen lassen sich nicht direkt Stammfunktionen bestimmen, es lassen sich jedoch Rekursionsvorschriften finden.
Damit ergibt sich für den Fall mit komplexen und mehrfachen Polstellen ({\displaystyle n\neq 0}) und Zählergrad 0
{\displaystyle (5)\qquad \int {\frac {B}{(x^{2}+px+q)^{n+1}}}dx={\frac {B}{(4q-p^{2})\cdot n}}\cdot {\frac {2x+p}{(x^{2}+px+q)^{n}}}+{\frac {2}{4q-p^{2}}}\cdot {\frac {2n-1}{n}}\cdot \int {\frac {B}{(x^{2}+px+q)^{n}}}dx+c}.
Der Fall mit komplexen und mehrfachen Polstellen und Zählergrad 1 lässt sich auf (5) zurückführen ({\displaystyle n\neq 1})
{\displaystyle (6)\qquad \int {\frac {Bx+C}{(x^{2}+px+q)^{n}}}dx=-{\frac {B}{2(n-1)}}\cdot {\frac {1}{{(x^{2}+px+q)}^{n-1}}}+\left(C-{\frac {pB}{2}}\right)\cdot \int {\frac {1}{(x^{2}+px+q)^{n}}}dx+c}.

## Laurent-Reihen-Entwicklung
Ist für jede Polstelle eine Laurent-Reihen-Entwicklung der Funktion bekannt, so erhält man die Partialbruchzerlegung sehr einfach als Summe der Hauptteile dieser Laurent-Reihen. Dieser Weg steht im Zusammenhang mit dem Residuenkalkül.

## Verallgemeinerung auf rationale Funktionenkörper
Die Partialbruchzerlegung lässt sich für einen Körper {\displaystyle K} auf den rationalen Funktionenkörper {\displaystyle K(X)} verallgemeinern. Bezeichnet man die normierten irreduziblen Polynome im Polynomring {\displaystyle K[X]} mit {\displaystyle P}, so sind die rationalen Funktionen der Form {\displaystyle {\tfrac {X^{i}}{p^{j}}}} mit {\displaystyle p\in P,j\in \mathbb {N} _{+},0\leq i<\deg(p)} linear unabhängig und bilden mit den Monomen {\displaystyle X^{i},i\in \mathbb {N} } eine {\displaystyle K}-Basis des {\displaystyle K}-Vektorraums {\displaystyle K(X)}.